# Otto de Bruijne
Marius Lodewijk Otto de Bruijne (Drachten, 27 juni 1949) is een Nederlandse evangelicale presentator, spreker en kunstenaar. De Bruijne leverde een belangrijke bijdrage aan de bewustwording van de problemen rond ontwikkelingssamenwerking in evangelicale kring.

## Biografie
De Bruijne groeide op binnen een Gereformeerd synodale kerk, als zoon van een predikant en cursiefjesschrijver voor Trouw. Hij besloot rond zijn twintigste over te stappen naar een evangelische gemeente.
Hij was godsdienstleraar en werkte aan het einde van de jaren zeventig voor de hulporganisatie Tear. In deze tijd was hij ook redacteur van het evangelicale tijdschrift Reveil en voorzitter van het Evangelisch Maatschappelijk Beraad. In 1984 verhuisde hij met zijn gezin naar Kenia. Vanuit de hoofdstad Nairobi werkte hij voor de Afrikaanse Evangelische Alliantie. Later zou hij de Afrikaanse kerken vertegenwoordigen in Europa. In 2000 was hij de initiatief achter Kroonbede, een initiatief waarbij jaarlijks rond Prinsjesdag wordt gebeden voor de regering.
In de periode van 1994 tot 2003 maakte hij diverse programma's voor de Evangelische Omroep (EO), zoals Otto in Afrika (1995), Otto op Zoek (1996-1999) en Omega. De Bruijne is een veelgevraagd spreker in evangelische kringen. Zo heeft hij diverse keren gesproken tijdens de Pinksterconferentie van Opwekking. Daarnaast maakt hij theater en heeft hij verschillende boeken geschreven.
In juni 2006 werd De Bruijne na een routine-operatie in slaap gehouden vanwege complicaties na de operatie. Hij verbleef geruime tijd op de intensive care en was rolstoelgebonden. Tijdens die slaapperiode had hij een visioen waarin hij verschillende engelen bij zijn bed zag staan.
In de jaren daarna heeft hij verschillende boekjes geschreven onder de naam Ottografiën.
Samen met de Amsterdamse theoloog Karin Timmerman en de protestantse voorganger Peter Pit deed De Bruijne onderzoek naar de kerkverlating van evangelische christenen. In april 2009 verscheen het boek Ooit evangelisch. Daarin laten zij zien dat ook onder evangelischen (forse) kerkverlating plaatsvindt en wat de beweegredenen daarvoor zijn. Het vervolg daarop is De Kerk is dood, leve de Koning, over de toekomst van de kerk.
In 2011 kwam hij met het project de Canvas Kapel, waarin hij 54 van zijn schilderijen verwerkte op 2,50 m hoge pvc-panelen in de vorm van een (mobiele) kruiskapel.

## Voornaamste publicaties
- De armenspiegel (Hoornaar: Gideon, 1983) ISBN 90-6067-245-3.
- Geloof helpt: bouwstenen voor een evangelisch perspectief op ontwikkeling (Sliedrecht: Merweboek, 1990) ISBN 9071864219.
- Kleine wereld en andere verhalen (Sliedrecht: Merweboek, 1992) ISBN 9071864375.
- Met Peter Pit en Karin Timmerman, Ooit evangelisch. De achterdeur van evangelische gemeenten (Kampen: Kok, 2009) ISBN 978-9043516846.
- Met Stijn Postema, De kerk is dood, leve de koning. Wat blijft christenen verbinden (Kampen: Kok, 2010) ISBN 978-9043518093.
- MEER INSPIRATIE kunstuitgave van de Canvas Kapel, (Medema/Jongbloed, 2012) ISBN 978-9063536589.
- Bomen met God: wandelingen tussen fantasie en profetie (Heereveen: Jongbloed, 2015) ISBN 978-9063537159.
- En zie: Panorama Openbaring (Zwolle: Scholten, 2017) ISBN 978-9079859771
- Otto Biografie: 70 jaar denken en doen van Otto de Bruijne (Zwolle: Scholten, 2019) ISBN 978-9492959355